# Parabezzia eupetiolata
Parabezzia eupetiolata är en tvåvingeart som beskrevs av Eileen D. Grogan och Wirth 1977. Parabezzia eupetiolata ingår i släktet Parabezzia och familjen svidknott.
Artens utbredningsområde är New York. Inga underarter finns listade i Catalogue of Life.